# Octavio Rivero (Fußballspieler)
Octavio Rivero, vollständiger Name Raúl Octavio Rivero Falero, (* 24. Januar 1992 in Treinta y Tres, Uruguay) ist ein uruguayischer Fußballspieler.

## Karriere

### Verein
Der 1,87 Meter große Offensivakteur Rivero begann seine fußballerische Ausbildung in seiner Geburtsstadt bei Huracán de Treinta y Tres. Anschließend spielte er ab 2008 für Defensor Sporting. Er gehörte zu Beginn seiner Profikarriere in der Spielzeit 2012/13 dem Kader des Erstligisten Central Español an. Bei den Montevideanern erzielte er drei Tore bei 19 Erstligaeinsätzen. Im August 2013 schloss er sich sodann dem Ligakonkurrenten Club Atlético Rentistas an. Dort lief er in der Saison 2013/14 in 17 Partien der Primera División auf und traf zehnmal ins gegnerische Tor. Neun dieser Treffer erzielte er in der Clausura 2014 und war damit Torschützenkönig dieser Halbserie. Nach der Saison wechselte er auf Leihbasis für vier Spielzeiten nach Chile zum seinerzeit von Facundo Sava trainierten Erstligisten CD O’Higgins. In der Spielzeit 2014/15 wurde er 16-mal (zehn Tore) in der chilenischen Primera División eingesetzt.
Am 25. Dezember 2014 wechselte Rivero in die Major League Soccer zu den Vancouver Whitecaps. Er unterzeichnete einen Vertrag als „Young Designated Player“, aus diesem Grund durfte er ein über der Maximalgrenze der MLS liegendes Gehalt beziehen. Gleich in seinem ersten Ligaspiel, am 7. März 2015, erzielte er das erste Tor für die Mannschaft. Für die Kanadier lief er in 48 MLS-Ligabegegnungen auf und traf zwölfmal ins gegnerische Tor. Hinzu kamen vier Einsätze und zwei Tore in der Kanadischen Meisterschaft, die sein Klub 2015 gewann. Anfang Juli 2016 schloss er sich dem chilenischen Klub CSD Colo-Colo an, für den er 46 Ligaspiele (19 Tore) absolvierte. Mit Colo-Colo gewann Rivero die Meisterschaft Apertura 2016/17 und die Copa Chile 2017. In der verkürzten Saison 2017 wurde er erneut mit Colo-Colo Meister und sicherte sich zudem den chilenischen Supercup.
2018 ging Rivero zu Atlas Guadalajara, wurde nach neun Einsätzen ohne Torerfolg aber zu Nacional Montevideo nach Uruguay verliehen. Dort wurde er Supercup-Sieger. Nach der Leihe ging Rivero zurück nach Mexiko zu Santos Laguna, wo er in zwei Spielzeiten auf 32 Einsätze und sechs Tore in der Liga kam. 2021 wechselte Rivero zu Unión La Calera. Nach einem Jahr wechselte er zu Unión Española und ging 2023 wieder in sein Heimatland zurück, wo er erst für Racing Club de Montevideo spielte und dann zum Defensor Sporting Club ging.

### Nationalmannschaft
Rivero gehörte der von Roland Marcenaro trainierten U-17-Auswahl Uruguays an, die an der U-17-Südamerikameisterschaft 2009 in Chile teilnahm und den 3. Platz belegte.

### Erfolge
- Kanadischer Meister: 2015
- Chilenischer Meister: 2016/17 Apertura, 2017
- Copa Chile: 2016/17
- Chilenischer Supercup: 2017
- Uruguayischer Supercup: 2019